# Функциональная жевательная резинка
Функциона́льная жева́тельная рези́нка (англ. functional chewing gum) — разновидность жевательной резинки, содержащая биологически активные добавки, витамины, либо иные компоненты для применения в профилактических или физиологических целях.
В отличие от медицинских резинок, содержащих лекарственные средства, используемых исключительно в лечебном процессе, функциональные жвачки нацелены на более широкое, немедицинское применение и рассматриваются как подкласс функциональных пищевых продуктов.

## История
В апреле 1998 года американская компания Gumtech объявила о том, что будет производить аспергам (анальгетик с аспирином) и антацид в формате жевательных резинок для компании Schering-Plough, тогда же был анонсирован выпуск традиционных жевательных резинок с «функциональными» добавками: витаминами, минералами и другими компонентами для профилактики.
В научно-исследовательский оборот понятие функциональной жевательной резинки с различением от медицинских жвачек введено в 1999 году швейцарским исследователем Томасом Имфельдом из Центра стоматологии Университета Цюриха.
В 2007 году выпускник Стэнфордского университета Мэтт Дэвидсон (Matt Davidson) изобрёл и запатентовал жвачку Think Gum, которая, как утверждается, улучшает работу мозга (в частности, память). В состав жвачки входят перечная мята, розмарин, винпоцетин, бакопа, гинкго и гуарана. В 2013 году продажи таких жевательных резинок составляли $120 тыс..
В 2008 году группа исследователей в Нидерландах начала работать над созданием жвачки с каннабидиолом (анальгетик). Жвачка появилась на рынке в 2012 году под торговой маркой CanChew. В 2014 году производитель жвачки, компания Axim Biotechnologies, объявила о планах по строительству фабрики в Нидерландах для выпуска жвачки уже с тетрагидроканнабинолом (психотропный эффект). Запуск жвачки запланирован на 2017 год.

## Специфика продукции
В отличие от медицинских жевательных резинок производство некоторых функциональных жевательных резинок возможно и по традиционной технологии.
Наибольшую известность на рынке функциональных жвачек получили так называемые энергетические резинки благодаря тому, что их основная функциональная добавка кофеин может вводиться традиционным методом, а на продуктовом рынке уже было освоено направление энергетических напитков.
Традиционная технология производства методом экструзии не может обеспечить необходимые стандарты (GMP), применяемые в фармацевтике, ввод и точность дозировки активных компонентов, витаминов и других функциональных добавок. Поэтому не все виды функциональных жевательных резинок производят по этой технологии, большинство всё-таки производится по технологии холодного прессования.
Среди выпускавшихся функциональных жвачек были продукты с карбонатом кальция (для снятия изжоги), выпускаются резинки с никотином (для курильщиков), есть продукция с зелёным чаем, левокарнитином, левотианином, экстрактами гуараны, гудии Гордона, гарцинии камбоджийской и другими добавками.